# Село при Жировници
Село при Жировници (словен. Selo pri Žirovnici) је насељено место у општини Жировница, Горењска регија, Словенија.

## Историја
До територијалне реорганизације у Словенији било је у саставу старе општине Јесенице.

## Становништво
У попису становништва из 2011. године, Село при Жировници је имало 296 становника.
| Број становника према пописима | Број становника према пописима | Број становника према пописима |
| ------------------------------ | ------------------------------ | ------------------------------ |
| 1991                           | 2002                           | 2011                           |
| 271                            | 294                            | 296                            |

Напомена: До 1953. исказивано под именом Село.